# Disa stairsii
Espèce
Classification phylogénétique
Statut CITES
Disa stairsii est une espèce de plante de la famille des Orchidaceae.
Cette orchidée terrestre se rencontre en Afrique, notamment au Rwanda, en République démocratique du Congo, au Kenya, en Tanzanie et en Ouganda.